# Carlos Villagrán

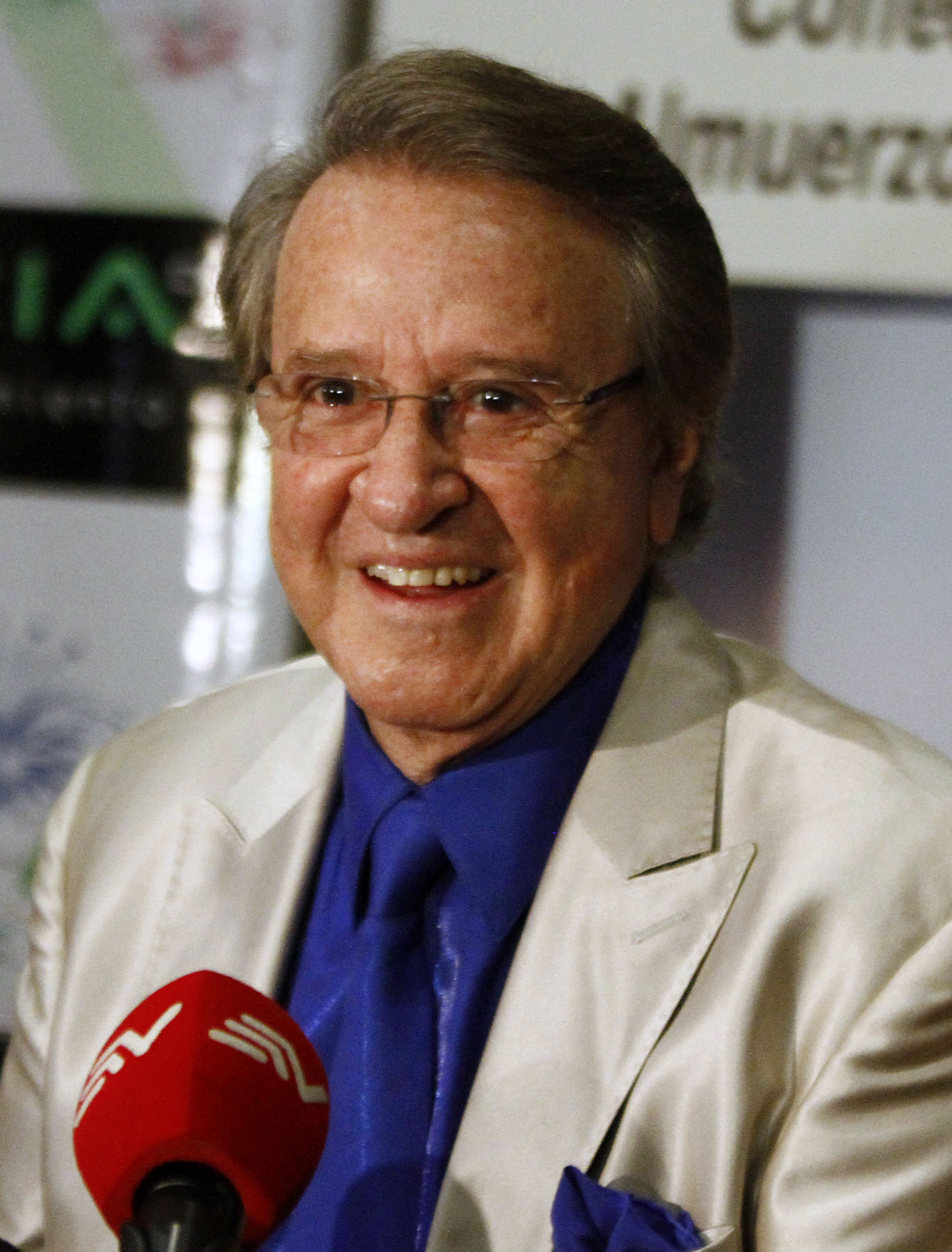
Carlos Villagrán

Carlos Villagrán Eslava (Mexico City, 12 januari 1944) is een Mexicaanse comedy acteur, die bekend is door zijn rol als Quico (Kiko) 
in de Mexicaanse sitcom El Chavo del Ocho.